# Tyrawa Wołoska
Tyrawa Wołoska est un village de Petite-Pologne situé dans les massifs montagneux de Beskides de Pologne. C'est le chef-lieu du gmina de Tyrawa Wołoska.

## Personnalité
- Jacob Avigdor (1896–1967), rabbin polonais, survivant de la Shoah, Grand-rabbin de Mexico, est né dans le village.